# 焦阿基诺·罗西尼
乔奇诺·安东尼奥·罗西尼（義大利語：Gioachino Antonio Rossini，義大利語發音：[dʒoaˈkiːno anˈtɔːnjo rosˈsiːni] ⓘ；1792年2月29日—1868年11月13日），意大利作曲家，他生前创作了39部歌剧以及宗教音乐和室内乐。

## 生平
羅西尼的父母都是音樂家，他的父親是一名小號手，母親是一名歌唱家。羅西尼的父親是位熱烈的民主主義者，1796年，當拿破崙的軍隊進入義大利北部時，他歡迎他們的來到。但當奧地利軍隊重新佔領這裡時，他被關入監獄。羅西尼隨母親移居波隆那，以母親的演唱為生。幼年時，便受到音樂訓練，學會演奏小提琴和古鋼琴。他的演唱聲音也很好，從十歲起他在一個教堂合唱隊中唱獨唱，十三歲時他參加了一個歌劇的演出，這是他一生中唯一的一次以歌手登台。後來他還跟他父親學會了演奏小號。
1807年15歲時，羅西尼開始學作曲，不久進入波隆那音樂學院學就讀。他隨卡威達尼學大提琴，學得非常快，但對作曲卻沒有多少進展。他在這方面的知識主要不是從學校學來的，而是在演奏古典時期作曲家約瑟夫·海頓與沃夫岡·阿瑪迪斯·莫札特的四重奏中自己琢磨出來的。
1810年，羅西尼18歲時，他的第一部歌劇《婚姻契約》（La Cambiale di Matrimonio）在威尼斯演出。從1810年到1813年，他還寫了其他一些不很出名的歌劇，如《離奇的誤會》、《絲絹梯》、《布魯斯基諾先生》等。他的第一部成名的歌劇是《湯克雷地》，此後，他的聲譽蒸蒸日上。
1815年，他成為波隆那兩個歌劇院的領導人，按他的契約，他必須每年為這兩個歌劇院各寫一部新歌劇，雖然如此，他還有時間為其他歌劇院寫歌劇。從1815年至1823年，他創作了20部歌劇，但並非所有歌劇一開始都很成功。1823年，他娶大他七岁的西班牙女高音伊莎貝拉為妻。两人私奔而婚，于1836年离婚。1824年，他在倫敦待了五個月，此後移居巴黎，擔任巴黎義大利劇院的經理。1829年在法國大革命氣氛感染下，根據席勒同名詩劇寫成歌劇《威廉泰爾》，反映義大利人民要求擺脫外族壓迫的願望，同時對大歌劇體裁的形成，起了推進作用，這也是他的最後一部歌劇。當時儘管只有37歲，卻從此放棄歌劇創作。
1836年，他回到波隆那，擔任母校博洛尼亚音樂學院的名譽校長。雖然他繼續創作，但主要精力在於宗教音樂和室內樂，1842年把十年前寫作一半的「聖母悼歌」完成。1846年他再婚，娶房东——放蕩女歐蘭蒲貝麗謝為繼室。1848年，波隆那的動亂迫使他遷居佛羅倫斯，1855年再次移居花都巴黎。
羅西尼的後半生中抑郁症经常发作，這可能與他年輕時就已得的淋病有關。1868年11月13日（星期五），他由于一次腸手術的後遺症，在第二位妻子奥林佩·佩里西埃的守护之下，在巴黎郊外的帕西别墅与世长辞，享年76岁。罗西尼去世后在圣三一会教堂举行的葬礼，其规格已接近国葬。乐队在葬礼上用阿道夫萨克斯制作的乐器为他演奏了贝多芬的《葬礼进行曲》，演唱者包括帕蒂和尼尔森在内的众多的当时最伟大的歌唱家。他的遺體被安葬於巴黎著名的拉雪茲神父公墓。1887年，在義大利政府的要求下，其灵柩最后于1887年移葬于佛罗伦萨。六千多群众静默肃立，由四个军乐队和三百名歌手组成了巨大的唱诗班。在他自己的剧作《摩西》一剧的祈祷歌声中他的遺骸被遷葬至佛羅倫斯的聖十字聖殿。此外，羅西尼的大部分遺產都捐贈給故鄉佩萨罗，作為創辦音樂學院之用。

## 作品節選
- 塞維利亞的理髮師
- 鵲賊（英语：La gazza ladra）
- 阿爾及利亞的意大利女郎
- 奥特耶罗
- 湯克雷地
- 威廉·退尔
- 灰姑娘
- 布魯斯基諾先生
- 湖中少女（La donna del lago）
- 賽密拉米德

## 軼事
- 罗西尼非常贪吃，是個有品味的美食家。据他本人回憶，他曾因在野餐時不小心將肉捲掉入湖中而大哭。